# Nicolas de Verdun
Nicolas de Verdun (Verdun, 1130 – pressi di Tournai, 1205) è stato un orafo e scultore francese.

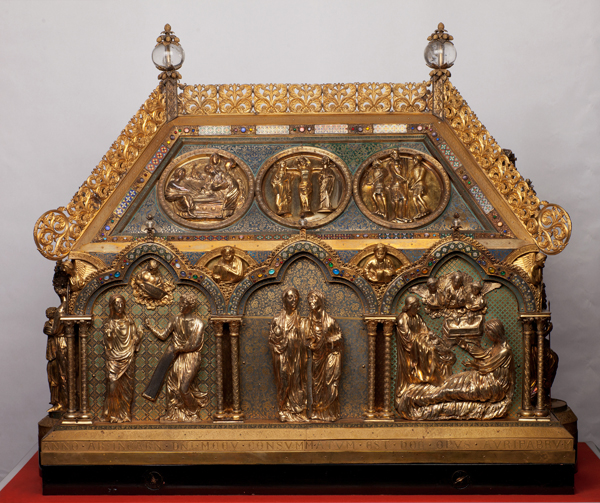
La Cassa di Notre-Dame nella Cattedrale di Tournai

Fu uno dei più importanti artisti divisi tra l'ultima fase del romanico e l'inizio del gotico; uno dei più grandi autori della cosiddetta Arte mosana.
Nicolas de Verdun si caratterizzò sia nelle composizioni figurative sia in quelle astratte per la capacità di equilibrare la vigoria plastica e il tono dei brillanti colori.
Sviluppò gli smalti, da un lato, e le figure a tutto tondo, dall'altro, come fossero due temi musicali antagonisti e nello stesso tempo indispensabili per l'insieme dell'opera.

## Biografia
Allievo di Godefroid de Claire, lavorò a Vienna, Tournai e Colonia.
Nel 1181 padre Werner, priore della potente abbazia di Klosterneuburg, nei pressi di Vienna, gli commissiona un'ancona per la chiesa abbaziale. Realizzò il suo primo capolavoro nel 1181 nell'Ancona dell'abbazia di Klosterneuburg in rame sbalzato e dorato, ove inserì 51 scene smaltate sulla Storia dell'umanità. Nel 1205 realizza la cassa-reliquiario di Notre-Dame a Tournai con 14 episodi della Vita di Maria e di Cristo. Le figure sono trattate con un accento che preannuncia già le conquiste della scultura statuaria del XV secolo.
Tra il 1190 e il 1225 realizza il suo capolavoro, l'Arca dei Re Magi per il duomo di Colonia.
La sua vita privata è poco conosciuta, tuttavia gli si riconosce un figlio, Colars, mastro-vetraio attivo a Tournai.